# Deanna Troi
Deanna Troi je lik iz Zvjezdanih staza: Nova generacija. Glumi ju Marina Sirtis.
Deanna Troi je najpoznatija kao ljudsko-betazoidska mješanka koja je bila brodska savjetnica na Enterpriseu-D i E pod kapetanom Picardom. 2379. se prebacila na USS Titan zajedno sa svojim mužem Williamom Rikerom.

## Raniji život
Deanna je rođena 29. ožujka 2336. blizu jezera El-Nar na Betazedu. Kao kći betazoidske veleposlanice Lwaxane Troi posjeduje empatske i telepatske sposobnosti, dok joj je otac, Ian Andrew Troi, bio čovjek.
Deanna je drugo dijete, što ona nije saznala do 2370. Naime, njezina sestra Kestra Troi se utopila dok je Deanna još bila beba, te je njihova majka Lwaxana potisnula sva sjećanja na Kestru.
Kao dijete, Deanna je bila zaručena za Wyatta Millera, što je bilo u skladu s betazoidskim običajima. Wyatt je bio sin Stevena i Victorie Miller, bliskih prijatelja Troievih. Njih dvoje se nikad nisu vjenčali, jer se Wyatt odlučio pridružiti posljednjim preživjelim Tarelijancima u potrazi za lijekom koji bi izliječio tarelijansku kugu.
Još kao maloj, otac joj je prije spavanja običavao čitati priče o drevnom Divljem Zapadu, te pjevati pjesme, među kojima joj je najdraža bila Down in the Valley. Još se sjeća kako je kao mala prije spavanja pogledavala ispod kreveta i tražila čudovišta. Otac joj je umro 2343. kada je imala 7 godina.
Godine 2355. upisuje Akademiju Zvjezdane flote, te specijalizira psihologiju. Dok je studirala upoznala je mladog Williama Rikera i upustila se u vezu s njim. Zbog svoje karijere i činjenice da je napustio Betazed, Riker i Deanna više nisu bili u mogućnosti viđati se, te su na kraju prekinuli dvogodišnju vezu. Godine 2375., nakon misije na planetu Ba'kua, Deanna i Riker su ponovno započeli vezu, ovaj put ozbiljnu. Napokon su se vjenčali 2379. u Rikerovom rodnom mjestu na Aljaski.

## Na Enterpriseu
Godine 2364. započela je služiti na Enterpriseu-D, pod zapovjedništvom kapetana Picarda, kao brodska savjetnica, unatoč tome što je imala čin zapovjedne poručnice. Njezina sposobnost da osjeti misli i osjećaje pomogla je posadi Enterprisea na prvom zadatku da otkriju pravi identitet 'postaje' Farpoint. Deannine telepatske i empatske sposobnosti ipak nisu vrijedile prilikom susreta s Ferengijima ili Putnikom. Iste godine šatl joj se srušio na nenastanjenom planetu Vagra II, i biće zvano Armus gotovo ju je ubilo.
Rane 2365. zatrudnjela je s nepoznatim bićem koje je željelo istražiti ljude i ljudske osjećaje. Njezina trudnoća napredovala je izuzetno brzo, a sin joj se rodio već nakon nekoliko dana, te je u roku od nekoliko sati postao osmogodišnji dječak. Nazvala ga je po svom ocu Ianu Andrewu. Istovremeno je na brodu izbila zaraza, a kad je dječak shvatio da je on uzrok tome, pretvorio se u bestjelesno biće, i otišao. Tako je Troi proživjela u kratkom vremenu rođenje vlastitog djeteta, i gubitak istog.
Tijekom 2367. nakratkom je izgubila svoje telepatske sposobnosti, jer je bila u blizini novootkrivenih međudimenzionalnih bića koja su zapela na Enterpriseu i prijetila uništenjem u crnoj rupi.
Kada je 2368. (zvjezdanog datuma 45156) Enterprise oštetila kvantna nit, Deanna je bila primorana preuzeti zapovjedništvo nad brodom kao najviši časnik koji se u tome trenutku nalazio na mostu. Iako je problem uspješno riješen, dovela je u pitanje svoje ograničeno znanje u vezi operacijskih i zapovjednih sposobnosti. Dvije godine kasnije, 2370., ponukana prethodnim iskustvom, ali i željom da nauči nešto više, pristupila je ispitu, te je promaknuta u čin kapetanice fregate. Godinu dana kasnije, nako što je Enterprise-D uništen, premještena je na novi Enteprise-E, opet kao brodska savjetnica.
Pripadnici romulanskog podzemlja oteli su je 2369. godine, te joj kirurškom operacijom izmijenili izgled kako bi je ubacili u romulansku tajnu službu Tal Shiar, i tako je pomogla vice-prokonzulu M'retu i dvojici njegovih ljudi da prebjegnu u Federaciju. Godinu dana kasnije, gotovo da je počinila samoubojstvo, kada ju je empatska jeka, koju je za sobom ostavio preminuli radnik otjerala u ludilo.
Godine 2370., Lwaxana je patila od ozbiljnih mentalnih problema zbog potisnutih sjećanja. Uz pomoć tuđinca i njegovih telepatskih moći, Deanna se spojila s njezinim umom, i otkrila da njezina majka potiskuje sjećanje o njezinoj starijoj sestri Kestri. Tako je i saznala za nju. Pomogla je svojoj majci da prihvati Kestrinu smrt i uvjerila ju je da ona nije za to kriva.
Nakon što je Enterprise-D uništen, zajedno s ostatkom viših časnika sa starog Enterprisea, Deanna je prebačena na novi Enterprise-E. Ubrzo nakon dolaska na brod, Deanna i ostali viši časnici su zanemarili naredbe Zvjezdane flote i pridružili se borbi u Battle Sectoru 001. Enterprise je bio ključan u uništenju jedne borgovske kocke koja je prijetila uništenju Zemlje. Nakon što su uništili kocku slijedili su ostatak Borga u 2063., kako bi ih spriječili u njihovim planovima. Borg je oštetio kompleks u koje je Cochraneov Phoenix bio spreman za uzlet, Deanna je dobila zadatak pronaći dr. Cochraneu. Nakon popijene tri boce tekile u krčmi, Deanna je otkrila da ju je pila sa slavnim Zeframom. Tijekom polijetanja Phoenixa, Deanna je bila zadužena za nadziranje polijetanja iz zapovjednog središta. Tako je dr. Zefram uz pomoć Enterprisea-E započeo novu eru u povijesti Zemlje.
Godine 2379. prekinuto je vjenčanje Deanne i Rikera, jer je samozvani pretor Shinzon pozvao Enterprise-E na mirovne pregovore. Nakon susreta, Shinzon je uz pomoć svog štićenika nasilno upadao Deanni u njezin um, što ju je vrlo uznemirilo. Kada je Shinzonov Scimitar oštetio Enterprise i skrio se, Deanna je telepatsku vezu iskoristila na Shinzonovu štetu. Uspjela se prespojiti na um njegovog štićenika i tako otkrila položaj skrivenog Scimitara. Nakon vjenčanja Riker prihvaća ponudu da postane kapetanom USS Titana. Zajedno s Deannom napušta Enterprise-E i seli se na novi brod, gdje je nastavila biti brodska savjetnica.

## Projekt Pathfinder
Dok je bila na Zemlji 2376. susrela se s Reginaldom Barclayem, starim prijateljem s Enterprise-D i E. On joj je ispričao o projektu Pathfinder, projektu koji ima zadatak pronaći sve moguće načine komunikacije s USS Voyagerom, koji je bio zaglavljen u dalekom Delta kvadrantu.
Barclay joj je ispričao kako je postao opsjednut Voyagerovim povratkom na Zemlju i da se u holodeku stalno druži s posadom, tako da je posumnjala da je ponovno postao ovisan. Navečer je odlučio provesti svoj plan i riskirao svoju karijeru, kako bi preko MIDAS-a kontaktirao Voyager, u čemu je i uspio. Kasnije su on i Deanna nazdravili njegovom uspjehu i početku projekta Pathfinder.
Iste godine, Barclay je pozvao u pomoć Deannu na postaju Jupiter, jer je dr. Zimmerman odbijao da ga liječi zastarjeli Doktor koji s Voyagera došao pomoći svom tvorcu. Deanna ih je obojicu pokušala urazumiti, ali je odustala jer su se neprestano svađali. Barclay ih je kasnije ipak naveo na suradnju.
Dok se Deanna sunčala na plaži 2377., u posjet joj je došao Barclay i ispričao joj sve o tome kako je nestao njegov hologram upućen Voyageru i kako ga je ostavila djevojka Leosa. Deanna im je pomogla da shvate kako je ipak posada ferengijskog broda ukrala hologram.